# Форель по-наваррски

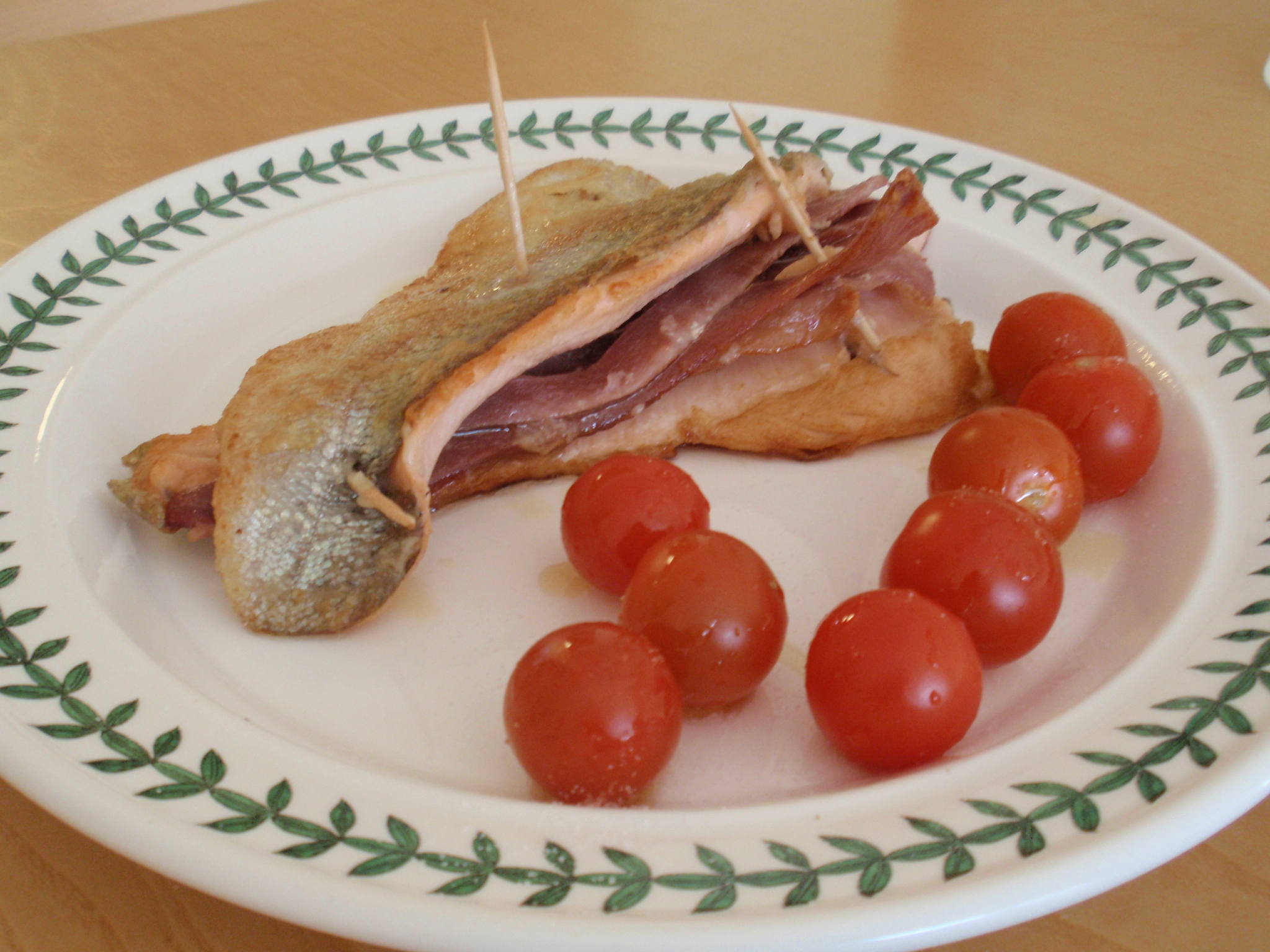
Форель по-наваррски

Форель по-наваррски (тру́ча а-ла нава́рра, исп. trucha a la navarra) — классическое рыбное блюдо наваррской кухни, существует в многочисленных рецептах и популярно во всей Испании. В базовом рецепте представляет собой жаренную на сковороде кумжу, фаршированную стружкой хамона серрано. Имеются рецепты форели по-наваррски, начинённой нарезанным кусочками беконом или завёрнутой в целые ломтики хамона и скреплённой зубочистками.
Форель, которую готовили на Пути Святого Иакова, хвалил в кодексе Каликста ещё в XII веке бенедиктинец Эмерик Пико. Эрнест Хемингуэй упоминает форель по-наваррски, вспоминая друга, погибшего на энсьерро.